# 釜利谷東
釜利谷東（かまりやひがし）は、神奈川県横浜市金沢区の地名。現行行政地名は釜利谷東一丁目から釜利谷東八丁目。住居表示実施済み区域。

## 地理
京急本線金沢文庫駅の西側に広がる住宅地。宮川の南側の現釜利谷東一丁目から大川、六浦二丁目にかけての一帯は1941年4月1日に海軍航空技術廠支廠が置かれたが、現在は釜利谷東に掛かる部分は横浜市立金沢中学校や住宅などとなっている。1948年に現在の三丁目に赤井温泉が開業し、2016年10月23日まで日帰り温泉として営業していた。笹下釜利谷道路沿いにはロードサイド型店舗もみられる。

### 面積
面積は以下の通りである。
| 丁目           | 面積（km²） |
| -------------- | ----------- |
| 釜利谷東一丁目 | 0.160       |
| 釜利谷東二丁目 | 0.192       |
| 釜利谷東三丁目 | 0.268       |
| 釜利谷東四丁目 | 0.417       |
| 釜利谷東五丁目 | 0.710       |
| 釜利谷東六丁目 | 0.214       |
| 釜利谷東七丁目 | 0.219       |
| 釜利谷東八丁目 | 0.126       |
| 計             | 2.306       |

### 地価
住宅地の地価は、2025年（令和7年）1月1日の公示地価によれば、釜利谷東3-9-32の地点で20万9000円/m²、釜利谷東4-6-2の地点で16万4000円/m²となっている。

## 歴史

### 沿革
1992年以前の沿革は、釜利谷町#歴史を参照。
- 1992年（平成4年）10月19日 - 住居表示（金沢区釜利谷・大川第一次地区）の実施に伴い、大川、釜利谷町、能見台六丁目の各一部から釜利谷東一丁目〜八丁目を新設し、同時に住居表示を実施する[9]。

### 町名の変遷
| 実施後         | 実施年月日                | 実施前（各町名ともその一部） |
| -------------- | ------------------------- | ---------------------------- |
| 釜利谷東一丁目 | 1992年（平成4年）10月19日 | 大川、釜利谷町               |
| 釜利谷東二丁目 | 1992年（平成4年）10月19日 | 大川、釜利谷町               |
| 釜利谷東三丁目 | 1992年（平成4年）10月19日 | 釜利谷町                     |
| 釜利谷東四丁目 | 1992年（平成4年）10月19日 | 釜利谷町、能見台六丁目       |
| 釜利谷東五丁目 | 1992年（平成4年）10月19日 | 釜利谷町                     |
| 釜利谷東六丁目 | 1992年（平成4年）10月19日 | 釜利谷町                     |
| 釜利谷東七丁目 | 1992年（平成4年）10月19日 | 釜利谷町                     |
| 釜利谷東八丁目 | 1992年（平成4年）10月19日 | 釜利谷町                     |

## 世帯数と人口
2025年（令和7年）6月30日現在（横浜市発表）の世帯数と人口は以下の通りである。
| 丁目           | 世帯数    | 人口     |
| -------------- | --------- | -------- |
| 釜利谷東一丁目 | 923世帯   | 1,774人  |
| 釜利谷東二丁目 | 1,105世帯 | 2,006人  |
| 釜利谷東三丁目 | 1,280世帯 | 2,608人  |
| 釜利谷東四丁目 | 1,201世帯 | 2,507人  |
| 釜利谷東五丁目 | 242世帯   | 470人    |
| 釜利谷東六丁目 | 1,105世帯 | 2,248人  |
| 釜利谷東七丁目 | 863世帯   | 1,741人  |
| 釜利谷東八丁目 | 357世帯   | 774人    |
| 計             | 7,102世帯 | 14,149人 |

### 人口の変遷
国勢調査による人口の推移。
| 年                 | 人口   |
| ------------------ | ------ |
| 1995年（平成7年）  | 14,971 |
| 2000年（平成12年） | 16,000 |
| 2005年（平成17年） | 15,623 |
| 2010年（平成22年） | 15,439 |
| 2015年（平成27年） | 14,882 |
| 2020年（令和2年）  | 14,979 |

### 世帯数の変遷
国勢調査による世帯数の推移。
| 年                 | 世帯数 |
| ------------------ | ------ |
| 1995年（平成7年）  | 5,631  |
| 2000年（平成12年） | 6,199  |
| 2005年（平成17年） | 6,410  |
| 2010年（平成22年） | 6,420  |
| 2015年（平成27年） | 6,416  |
| 2020年（令和2年）  | 6,581  |

## 学区
市立小・中学校に通う場合、学区は以下の通りとなる（2024年11月時点）。
| 丁目           | 番・番地等                                                      | 小学校                 | 中学校               |
| -------------- | --------------------------------------------------------------- | ---------------------- | -------------------- |
| 釜利谷東一丁目 | 1番1号 2〜60番                                                  | 横浜市立釜利谷東小学校 | 横浜市立金沢中学校   |
| 釜利谷東一丁目 | 1番2〜3号                                                       | 横浜市立八景小学校     | 横浜市立金沢中学校   |
| 釜利谷東二丁目 | 1番                                                             | 横浜市立八景小学校     | 横浜市立金沢中学校   |
| 釜利谷東二丁目 | 6〜7番                                                          | 横浜市立釜利谷小学校   | 横浜市立釜利谷中学校 |
| 釜利谷東二丁目 | 2〜5番 8〜21番                                                  | 横浜市立釜利谷東小学校 | 横浜市立金沢中学校   |
| 釜利谷東三丁目 | 全域                                                            | 横浜市立釜利谷東小学校 | 横浜市立金沢中学校   |
| 釜利谷東四丁目 | 2番1〜2号 2番37号〜9番15号 9番20号〜14番 46番2号〜47番20号 58番 | 横浜市立釜利谷東小学校 | 横浜市立金沢中学校   |
| 釜利谷東四丁目 | 9番16〜19号 15〜45番 46番1号                                    | 横浜市立能見台南小学校 | 横浜市立金沢中学校   |
| 釜利谷東四丁目 | 1番 2番3〜36号 47番21〜37号 48〜57番                            | 横浜市立釜利谷小学校   | 横浜市立釜利谷中学校 |
| 釜利谷東五丁目 | 全域                                                            | 横浜市立釜利谷小学校   | 横浜市立釜利谷中学校 |
| 釜利谷東六丁目 | 全域                                                            | 横浜市立釜利谷小学校   | 横浜市立釜利谷中学校 |
| 釜利谷東七丁目 | 全域                                                            | 横浜市立釜利谷小学校   | 横浜市立釜利谷中学校 |
| 釜利谷東八丁目 | 全域                                                            | 横浜市立釜利谷小学校   | 横浜市立釜利谷中学校 |

## 事業所
2021年（令和3年）現在の経済センサス調査による事業所数と従業員数は以下の通りである。
| 丁目           | 事業所数  | 従業員数 |
| -------------- | --------- | -------- |
| 釜利谷東一丁目 | 27事業所  | 169人    |
| 釜利谷東二丁目 | 216事業所 | 3,233人  |
| 釜利谷東三丁目 | 60事業所  | 255人    |
| 釜利谷東四丁目 | 67事業所  | 678人    |
| 釜利谷東五丁目 | 23事業所  | 296人    |
| 釜利谷東六丁目 | 67事業所  | 324人    |
| 釜利谷東七丁目 | 34事業所  | 303人    |
| 釜利谷東八丁目 | 6事業所   | 42人     |
| 計             | 500事業所 | 5,300人  |

### 事業者数の変遷
経済センサスによる事業所数の推移。
| 年                 | 事業者数 |
| ------------------ | -------- |
| 2016年（平成28年） | 501      |
| 2021年（令和3年）  | 500      |

### 従業員数の変遷
経済センサスによる従業員数の推移。
| 年                 | 従業員数 |
| ------------------ | -------- |
| 2016年（平成28年） | 4,595    |
| 2021年（令和3年）  | 5,300    |

## 施設
- 金沢自然公園
  - 横浜市立金沢動物園
- 神奈川県立釜利谷高等学校
- 横浜市立金沢中学校
- 横浜市立釜利谷小学校
- 横浜市立釜利谷東小学校
- 金沢文庫駅前郵便局[19]
- 金沢警察署 釜利谷交番
- アピタ 金沢文庫店[20]
- オーケー 金沢文庫店[21]
- 相鉄ローゼン 釜利谷店[22]

## その他

### 日本郵便
- 郵便番号 : 236-0042[3]（集配局：横浜金沢郵便局[23]）

### 警察
町内の警察の管轄区域は以下の通りである。
| 丁目           | 番・番地等 | 警察署     | 交番・駐在所     |
| -------------- | ---------- | ---------- | ---------------- |
| 釜利谷東一丁目 | 全域       | 金沢警察署 | 金沢文庫駅前交番 |
| 釜利谷東二丁目 | 全域       | 金沢警察署 | 金沢文庫駅前交番 |
| 釜利谷東三丁目 | 全域       | 金沢警察署 | 金沢文庫駅前交番 |
| 釜利谷東四丁目 | 全域       | 金沢警察署 | 釜利谷交番       |
| 釜利谷東五丁目 | 全域       | 金沢警察署 | 釜利谷交番       |
| 釜利谷東六丁目 | 全域       | 金沢警察署 | 釜利谷交番       |
| 釜利谷東七丁目 | 全域       | 金沢警察署 | 釜利谷交番       |
| 釜利谷東八丁目 | 全域       | 金沢警察署 | 釜利谷交番       |